# カミーラ/あなたといた夏
『カミーラ/あなたといた夏』（カミーラあなたといたなつ、Camilla）は1994年のカナダ・イギリスのコメディドラマ映画。
監督はディーパ・メータ、出演はジェシカ・タンディとブリジット・フォンダなど。
オスカー女優ジェシカ・タンディの遺作となった、世代を超えた2人の女性の友情を描いたロードムービー。

## ストーリー
トロントに住むフリーダは夫とアメリカ・ジョージア州のピーボ島で休暇を過ごすことになる。そこでフリーダはかつてヴァイオリニストとして世界中を飛び回っていたという老婦人カミーラと出会う。
カミーラの思い出話に心を打たれたフリーダは、カミーラがかつて愛する人への想いを込めて演奏を披露したというトロントのコンサートホールで行なわれる演奏会を聴きに行こうと提案する。

## キャスト
- カミーラ・カーラ: ジェシカ・タンディ - 元ヴァイオリニストの老婦人。
- フリーダ・ロペス: ブリジット・フォンダ - 自信を失いかけているロック・アーティストの女性。
- ヴィンセント・ロペス: イライアス・コティーズ - フリーダの夫。画家の道を諦めて商業デザイナーになった。
- ハロルド・カーラ: モーリー・チェイキン - カミーラの息子。
- ハント・ウェラー: グラハム・グリーン - 音楽プロデューサーを装った謎の紳士。
- エヴォルト: ヒューム・クローニン - バイオリン職人。カミーラのかつての恋人。

## 作品の評価
Rotten Tomatoesによれば、5件の評論のうち高評価は40%にあたる2件で、平均点は10点満点中5.2点となっている。